# Корбан, Кирилл Игоревич
Кири́лл И́горевич Ко́рбан (12 июня 1989) — российский футболист, защитник и полузащитник.

## Карьера
Воспитанник московского ЦСКА. Выступал за дублирующий состав армейцев, а позже — за дубль минского «Динамо». В 2008 году выступал за «Торпедо-РГ», а первую половину сезона 2009 провёл в клубе «Волгоград».
В конце января 2012 года был на просмотре в клубе «Металлург-Кузбасс», но клубу из Новокузнецка не подошёл и подписал контракт с клубом высшей лиги Латвии — «Даугава». За рижский клуб в чемпионате сыграл 34 матча, в которых забил один гол.
В конце января 2013 года был на просмотре в клубе «Луч-Энергия». С 2013 года выступает в первенстве ЛФК Москвы за клуб «Приалит Реутов».
В середине января 2014 года был на просмотре в эстонском клубе «Нарва-Транс».

## Статистика

### Клубная
| Клуб             | Сезон            | Чемпионат        | Чемпионат | Чемпионат | Кубок | Кубок | Итого | Итого |
| Клуб             | Сезон            | Уров.            | Игры      | Голы      | Игры  | Голы  | Игры  | Голы  |
| ---------------- | ---------------- | ---------------- | --------- | --------- | ----- | ----- | ----- | ----- |
| Торпедо-РГ       | 2008             | III              | 11        | 0         | 1     | 0     | 12    | 0     |
| Волгоград        | 2009             | III              | 5         | 0         | 3     | 0     | 8     | 0     |
| Даугава (Рига)   | 2012             | I                | 34        | 1         | 2     | 0     | 36    | 1     |
| Всего за карьеру | Всего за карьеру | Всего за карьеру | 50        | 1         | 6     | 0     | 56    | 1     |